# Cristòfor de Gama
Cristòfor de Gama Ataíde, en portuguès: Cristóvão da Gama (Évora, 1516 — Ofla, 29 d'agost de 1542) va ser un militar portuguès que va liderar l'exèrcit entre els anys 1541 i 1543, durant la guerra contra l'exèrcit musulmà de Ahmad ibn Ibrihim al-Ghazi (també conegut com a Ahmad Gragn). Va sortir victoriós en quatre batalles contra forces molt superiors, però va ser derrotat a l'última, després de la qual va ser capturat i executat. El 1894, Richard Burton, al seu llibre First Footsteps in East Africa, s'hi va referir com «el més cavallerós de tota l'era de la Cavalleria».

## Carrera inicial
Cristòfor de Gama era fill de Vasco da Gama i de Catarina de Ataíde i germà menor d'Esteve de Gama, aquest darrer, Esteve de Gama, estava casat amb Isabel Sodré, filla de Joan Sodré (també conegut en portuguès com a João Sondré o João de Resende). Primer va ser a l'Índia el 1532 amb el seu germà en la flota Pere Vaz d'Amaral, on va rebre el lloc de capità de Malaca. En tornar a Portugal el 1535, va ser nomenat cavaller de la Casa Real, com recompensa per la valentia mostrada.
Va dur a terme diverses comeses i es va ajuntar amb Garcia de Noronha per navegar a Diu el 6 d'abril de 1538. Moltes vegades en els seus viatges va demostrar gran rapidesa mental, la qual cosa excepte la vida dels seus companys.

## De tornada a l'Índia
Va tornar a l'Índia el 1538 amb el seu germà, que el 1540 va ser designat pel rei Joan III de Portugal com 11è governador de l'Índia portuguesa (1540-42). El seu germà va emprendre una campanya contra la flota del paixà d'Egipte, comandant una gran flota de 75 navilis que va entrar a la Mar Roja, amb la intenció d'atacar a la flota otomana del port de la ciutat de Suez. Va deixar Goa el 31 de desembre de 1540 i arribar a Aden el 27 de gener de 1541. Cristòfor anava al comandament d'un dels vaixells.
La flota va arribar a Massaua el 12 de febrer, on Esteve de Gama va deixar un nombre de vaixells i va continuar cap al nord. En arribar a Suez, van descobrir que els otomans havien sabut molt temps abans del seu assalt, la qual cosa va frustrar el seu intent de cremar les naus encallades. La flota es va veure obligat a tornar sobre els seus passos a Massaua, encara que fent una escala per atacar el port del Tor, a la península del Sinaí.

## La campanya etíop
Una vegada de tornada a Massaua, el 22 de maig, es van trobar que els homes que havia deixat inquiets, ja que havien estat convençuts per l'autodenominat patriarca castellà Juan Bermúdez que devien proporcionar ajuda militar a l'assetjat emperador d'Etiòpia, Gelawdewos. Esteve de Gamma va accedir a les seves demandes i va desembarcar 400 homes d'armes portuguesos, dels quals uns 70 eren també artesans i enginyers, 130 soldats esclaus i subministraments suficients per a ells a Massaua i el proper port de Arqiqo, deixant-los a càrrec del seu germà Cristòfor, abans de partir de retorn a l'Índia el 9 de juliol.
L'exèrcit estava equipat amb uns mil arcabussos, un nombre similar de piques i algunes bombardes.
El 1542, després d'haver estat pres presoner en la batalla contra el xeic de Zeila, va morir víctima de les tortures que li van infligir els seus segrestadors. L'obra Historia das cousas que o mui esforçado capitão Dom Cristóvão dona Gamma fez ens regnes do Presti João com quatrocentos portuguesos que amb si levou (1564) de Miguel Castanho, narra aquest episodi.